# Phelipara radovskyi
Phelipara radovskyi är en skalbaggsart som beskrevs av Hua 1987. Phelipara radovskyi ingår i släktet Phelipara och familjen långhorningar. Inga underarter finns listade i Catalogue of Life.